# Lieber Antoine als gar keinen Ärger
Lieber Antoine als gar keinen Ärger ist eine französische Filmkomödie von Pierre Salvadori aus dem Jahr 2018.

## Handlung
Zu Ehren des vor zwei Jahren im Dienst getöteten Polizisten Jean Santi wird im Beisein seiner jungen Witwe Yvonne, die ebenfalls Polizistin ist, eine Statue enthüllt und der bisherige Platz Zum alten Fischer in Jean-Santi-Platz umbenannt. Abends erzählt Yvonne ihrem kleinen Sohn Théo Geschichten, in denen der verstorbene Jean stets zum unbesiegbaren Helden wird. Umso schockierter ist Yvonne, als sie eines Tages zufällig erfährt, dass Jean sich im Dienst hat bestechen lassen und zum Beispiel ein spektakulärer Überfall auf einen Juwelier vor acht Jahren in Wirklichkeit ein Versicherungsbetrug war. Jeans Partner Louis gesteht Yvonne, dass es nicht der einzige Fall war und sich praktisch ihr gesamter Wohlstand durch Jeans Bestechlichkeit erklären lässt. Fortan spielt Jean in Yvonnes Gute-Nacht-Geschichten immer zweifelhaftere Rollen, was vor allem Théo ärgert, dem der Vater ein großes Vorbild ist.
Yvonne erkennt, dass der damals für den Überfall verantwortlich gemachte Goldschmied Antoine acht Jahre unschuldig im Gefängnis gesessen hat. Sie will ihn zunächst zwei Wochen vor der Haftentlassung freikriegen, doch hält sie Louis davon ab, da Théo nie verwinden würde, wenn sein verstorbener Vater mit einem Mal schlecht dastehe. Yvonne folgt Antoine daher heimlich, als er entlassen wird. Sie sieht das erste Zusammentreffen von Antoine und seiner Frau Agnès, das gut verläuft. Bald jedoch staut sich Antoines Frust über die unrechtmäßige Inhaftierung an und er beginnt, kleine Straftaten zu begehen. Er stiehlt Zigaretten und entwendet einer Frau in der Disko ihr Portemonnaie. Zur Rede gestellt schlägt Antoine vollkommen unverhältnismäßig die Frau, ihre Begleiter und auch den Türsteher der Disko nieder. Yvonne ermöglicht Antoine unbemerkt die Flucht. Agnès ist entsetzt und Antoine geht allein fort. Yvonne folgt ihm abends an eine Bucht. Als er ins Meer springt, springt sie hinterher, verletzt ihn versehentlich und zieht ihn zurück an Land. Sie verheimlicht ihm, dass sie Polizistin ist. Er sieht sie als seinen guten Engel und beide küssen sich am Ende, auch wenn Yvonne ein Wiedersehen ablehnt. Zuhause wartet bereits Louis auf sie, der Théos Patenonkel und heimlich in Yvonne verliebt ist. Beide kommen sich näher.
Am nächsten Tag wird Antoine auf die Polizeiwache gebracht, weil er ein Auto gestohlen und zu Schrott gefahren hat. Yvonne versteckt sich vor ihm bei wartenden Prostituierten und bringt Louis dazu, ihn nach der Vernehmung zu entlassen. Beide treffen sich außerhalb der Polizeiwache, wo Antoine Yvonne anspricht. Er glaubt, sie sei eine Prostituierte, und verabredet sich mit ihr zum Abendessen. Abends jedoch wird Yvonne von Louis abgepasst, der ahnt, dass sie sich mit Antoine treffen will. Er erfindet einen Beschattungsfall, bei dem sie ihm helfen müsse, und Yvonne willigt kurzentschlossen ein. Antoine wartet vergeblich auf sie, verprügelt schließlich frustriert das Restaurantpersonal und brennt am Ende das Lokal ab. Yvonne hört davon über Polizeifunk und bringt den verletzten Antoine vor ihren Kollegen in Sicherheit. Sie bringt ihn in einem nach einer Polizeirazzia geschlossenen SM-Studio unter, wo sie ihn verarztet. Als er wieder genesen ist, hat Antoine einen Entschluss gefasst: Er will nicht länger unschuldig sein. In einem Latexanzug mit Hörnern begibt er sich zu dem Juwelier, den er einst nicht ausgeraubt hat, und zerstört die Vitrinen. Yvonne folgt ihm und unterstützt ihn schließlich bei dem Raub. Als er nicht fliehen will, obwohl er bereits viel Schmuck gesammelt hat, eröffnet sie ihm, in Wirklichkeit eine Polizistin zu sein und über Polizeifunk zu hören, dass ihre Kollegen bald da seien. Antoine verzeiht ihr und flieht. Yvonne wird verhaftet.
Nach einer Gefängnisstrafe kommt Yvonne frei und kehrt nach Hause zurück. Louis, der sie liebt, wartet auf sie, und auch Théo, der nur ein bisschen gewachsen ist, freut sich, seine Mutter wiederzuhaben. In ihren Geschichten wird der Vater nun verhaftet. Als Yvonne die Geschichte nicht weitererzählt, stellt sich Théo vor, wie dem Vater doch noch die Flucht gelingt.

## Produktion
Lieber Antoine als gar keinen Ärger trug zunächst den Arbeitstitel Remise de Peine (Ü: „Straferlass“). Die Dreharbeiten begannen Mitte November 2016 und waren im Januar 2017 abgeschlossen. Drehorte waren die Regionen Provence-Alpes-Côte d’Azur (u. a. Marseille) und Île-de-France (u. a. Paris, Argenteuil, Pontoise, Croissy-sur-Seine).
Es war die dritte Zusammenarbeit von Regisseur Pierre Salvadori und Schauspielerin Audrey Tautou. Die Rolle des Antoine Parent schrieb Salvadori extra für Pio Marmaï. Die Kostüme schuf Virginie Montel, die Filmbauten stammen von Michel Barthélémy. Der Film ist Philippe Elkoubi, Castingdirektor des Films, gewidmet.
Lieber Antoine als gar keinen Ärger erlebte am 14. Mai 2018 auf den Internationalen Filmfestspielen von Cannes 2018 seine Premiere, wo er im Rahmen der Reihe Quinzaine des réalisateurs lief. Pariser Premiere des Films war am 23. Juni 2018; am 31. Oktober 2018 lief der Film in den französischen Kinos an und war ab 24. Oktober 2019 auch in den deutschen Kinos zu sehen.

## Synchronisation
| Rolle                   | Darsteller     | Synchronsprecher   |
| ----------------------- | -------------- | ------------------ |
| Lieutenant Yvonne Santi | Adèle Haenel   | Friederike Walke   |
| Antoine Parent          | Pio Marmaï     | Asad Schwarz       |
| Agnès Parent            | Audrey Tautou  | Elisabeth von Koch |
| Louis                   | Damien Bonnard | Till Endemann      |
| Capitaine Jean Santi    | Vincent Elbaz  | Matthias Klie      |

## Auszeichnungen
Pierre Salvadori gewann auf den Internationalen Filmfestspielen von Cannes 2018 für Lieber Antoine als gar keinen Ärger den Prix SADC der Reihe Quinzaine des réalisateurs und war 2018 für den Louis-Delluc-Preis für den besten Film nominiert.
Mit keiner Auszeichnung bei neun Nominierungen (u. a. Bester Film, Beste Regie, Beste Hauptdarstellerin und Bester Hauptdarsteller) war Lieber Antoine als gar keinen Ärger einer der großen Verlierer beim César 2019. Der Film wurde 2019 in den Kategorien Bester Darsteller – Komödie und Beste Darstellerin – Komödie für einen Globes de Cristal nominiert. Pierre Salvadori, Benoît Graffin und Benjamin Charbit gewannen 2019 einen Prix Lumières für das Beste Drehbuch; Pierre Salvadori war zudem in der Kategorie Beste Regie für einen Prix Lumières nominiert.